# 欧龍雲
欧 龍雲（おう りゅううん）は日本の法学者。専門は国際私法。法学博士（東京大学）。北海学園大学名誉教授。

## 経歴
台湾出身。1953年台湾大学卒業。1957年東京大学大学院法学研究科修士課程修了。1961年同大学院法学研究科博士課程修了。その後、同法学部助手、名古屋大学非常勤講師、北海道大学法学部講師を経て、1967年北海学園大学法学部助教授に就任。その後、同法学部教授。1986年同大学院法学研究科教授を兼任。1997年北海学園大学定年退職。1997年引き続き同法学部教授として嘱託採用。2000年北海学園大学嘱託終了。同名誉教授。

## 主著
- 『国際私法講義』（共著、青林書院新社、1970年）
- 『国際法辞典』（共著、鹿島出版、1975年）
- 『国際取引と法』（共著、名古屋大学出版会、1988年）
- 『演習国際私法』（共著、有斐閣、1987年初版・1992年新版）
- 『国際私法講義』（文化書房博文社、1989年初版・1992年補訂版）

などがある。